# Lori (Provinz)
Lori ([lɔˈri] ⓘ, armenisch Լոռու մարզ, Loṙu marz) ist eine Provinz im Norden Armeniens. Sie grenzt im Norden an Georgien (Provinz Niederkartlien), im Westen an die Provinz Schirak, im Süden an Aragazotn und Kotajk und im Osten an Tawusch. Die Hauptstadt ist Wanadsor. Die Fläche beträgt 3789 km² und die Einwohnerzahl 217.103 (Stand 2011). Das Klima ist relativ mild, weil Bergketten vor Kälteeinbrüchen aus dem Norden schützen.

## Geschichte
Weitere Städte neben Wanadsor sind Alawerdi, Spitak, Stepanawan und Taschir sowie die in den 1990er Jahren zu Städten erhobenen früheren Siedlungen städtischen Typs Achtala, Schamlugh und Tumanjan. Neben diesen acht Stadtgemeinden gibt es 105 Landgemeinden mit insgesamt 122 Dörfern; die größten Dörfer (mit jeweils über 2000 Einwohnern) sind Arewaschogh, Dschraschen, Gugark, Kurtan, Margahowit, Mezawan, Odsun und Schnogh (Stand 2011). Bis in die 1990er Jahre besaß auch das heutige Dorf Dsoraget den Status einer Siedlung städtischen Typs.
Die Provinz wurde während der administrativen Neuordnung im Rahmen der Dezentralisierung 1995 aus den seit 1930/37 in der Armenischen SSR der Sowjetunion bestehenden Rajons Gugark, Spitak, Stepanawan, Taschir (bis 1991 Kalinino) und Tumanjan sowie den rajonfreien Städten Alawerdi, Spitak, Stepanawan und Wanadsor gebildet.
Das Gebiet wurde 1988 durch das Erdbeben von Spitak stark in Mitleidenschaft gezogen, insbesondere der südliche Teil mit den Städten Spitak, Stepanawan und Wanadsor sowie ihrem Umland.

## Sehenswürdigkeiten
Lori beherbergt mit den Klosteranlagen Haghpat und Sanahin zwei Weltkulturerbestätten der UNESCO. Sie wurden im 10. bis 13. Jahrhundert errichtet und bildeten neben dem Kloster Achtala und dem Kloster Geghard bei Jerewan mit ihren Bibliotheken und Schulen das geistige Zentrum des mittelalterlichen Armeniens. In der Provinz befinden sich die Ruinen der Klöster Bardzrakash, Chutschap und Srbanes.

## Verwaltungsgliederung
Die armenische Provinz Lori beinhaltet seit der Verwaltungsreform vom November 2017 57 Gemeinden, von denen sieben Stadt- und 50 Landgemeinden sind:
| Stadtgemeinde | Gebiet (km2) | Bevölkerung (2017, geschätzt) | Eingemeindete Siedlungen |
| ------------- | ------------ | ----------------------------- | --- |
| Achtala       |              |                               | Achtala Aroghdscharanin Kiz, Bendik, Mez Ajrum, Neghoz, Pokr Ajrum, Schamlugh, Tschotschkan, Werin Achtala                         |
| Alawerdi      |              |                               | Akner, Akori, Dschilisa, Katschatschkut, Haghpat, Zaghkaschat                                                                      |
| Spitak        | 5,5          | 13.000                        | |
| Stepanawan    | 14           | 12.800                        | Armanis, Katnaghbjur, Urasar |
| Taschir       |              |                               | Blagodarnoje, Daschtadem, Getawan, Katnarat, Kruglaja Schischka, Lernahowit, Medowka, Meghwahowit, Noramut, Nowoselzowo, Saratowka |
| Tumanjan      |              |                               | Kober Kajaran, Schamut, Lorut, Ahnidsor, Atan, Marz, Karindsch                                                                     |
| Wanadsor      | 32           | 82.200                        | |

## Persönlichkeiten (Auswahl)
- Haruthiun Abeljanz (1849–1921), Schweizer Chemiker, geboren in Lori